# Taraxacum linguicuspis
Taraxacum linguicuspis — вид квіткових рослин з родини айстрових (Asteraceae). Вид зростає в Європі: Естонія, Фінляндія, Польща; це багаторічна рослина помірних біомів.